# Сьюзан Герншоу
Сьюзан Герншоу  (англ. Susan Hearnshaw, 26 травня 1961) — британська легкоатлетка, олімпійська медалістка.

## Виступи на Олімпіадах
| Олімпіада         | Дисципліна        | Місце |
| ----------------- | ----------------- | ----- |
| Москва 1980       | стрибки у довжину | 9     |
| Лос-Анджелес 1984 | стрибки у довжину | 3     |

## Зовнішні посилання
- Досьє на sport.references.com